# Église Saint-Martin d'Alignan-du-Vent
L'église Saint-Martin d'Alignan-du-Vent est une église partiellement romane située à Alignan-du-Vent dans le département français de l'Hérault en région Occitanie.

## Localisation
L'église ne se situe pas au centre de la circulade mais au nord-est de celle-ci, entre la voirie dite Plan-de-la-Croix, l'avenue Maréchal-Foch, la rue de l'Armistice et le square Edgard-Alary.

## Historique
L'église romane fut construite au XIIe siècle. Elle est mentionnée en 1194 sous le nom d'Ecclesia Sancti Martini de Aliniano.
Elle subit ensuite des transformations au XIIIe siècle et au XIXe siècle.
Elle fait l'objet d'une inscription au titre des monuments historiques depuis le 29 juillet 1998 et est propriété de la commune.

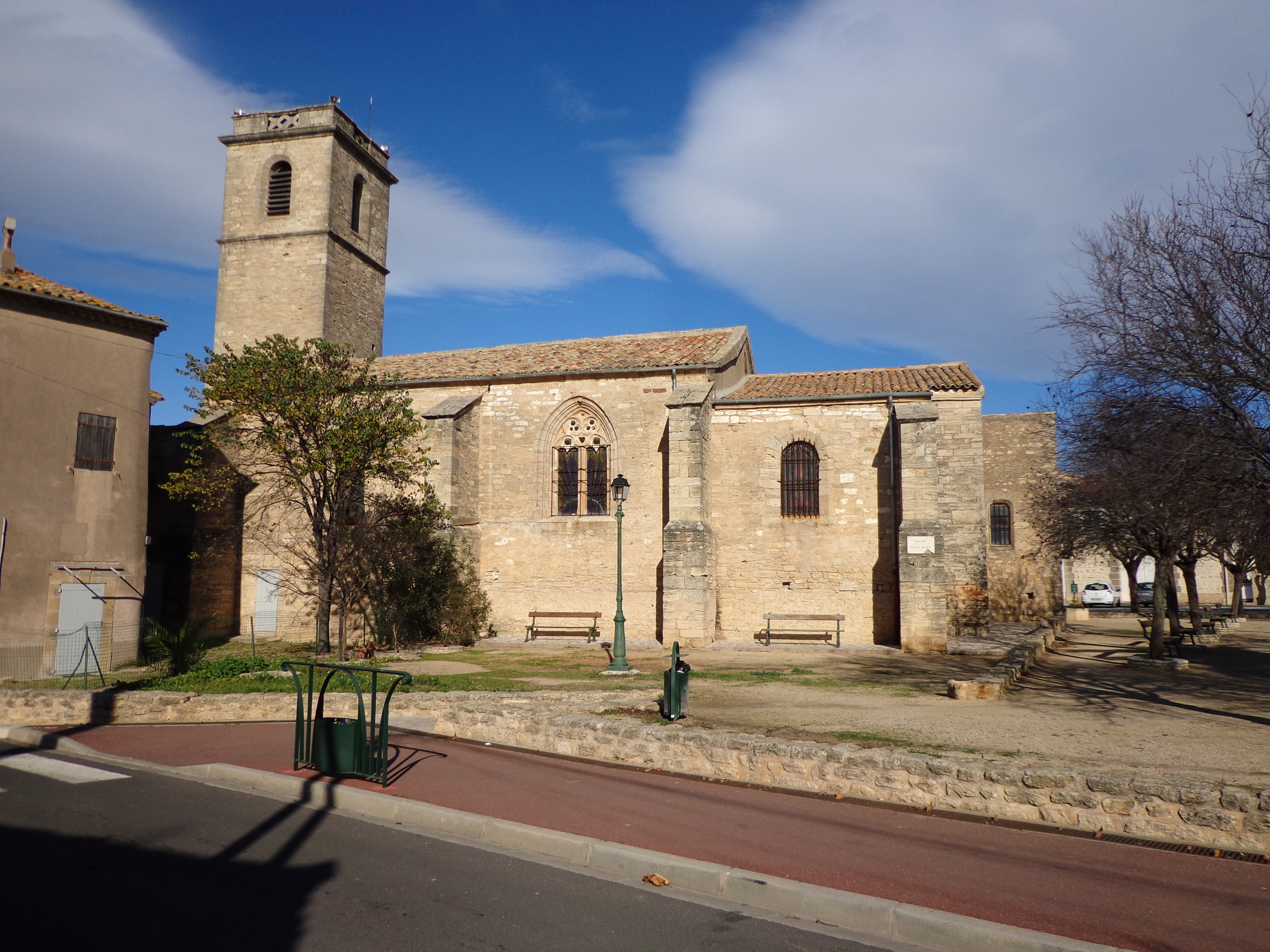
L'église vue du sud.

## Architecture

### La tour
L'église présente à l'ouest une tour de façade composée de quatre niveaux en retrait l'un par rapport à l'autre.
Le rez-de-chaussée est percé d'un portail cintré, le premier étage est percé d'une baie cintrée ornée d'un vitrail, tandis que les deux derniers étages sont percés de baies campanaires à abat-sons.
La tour est sommée d'une balustrade de pierre ajourée.

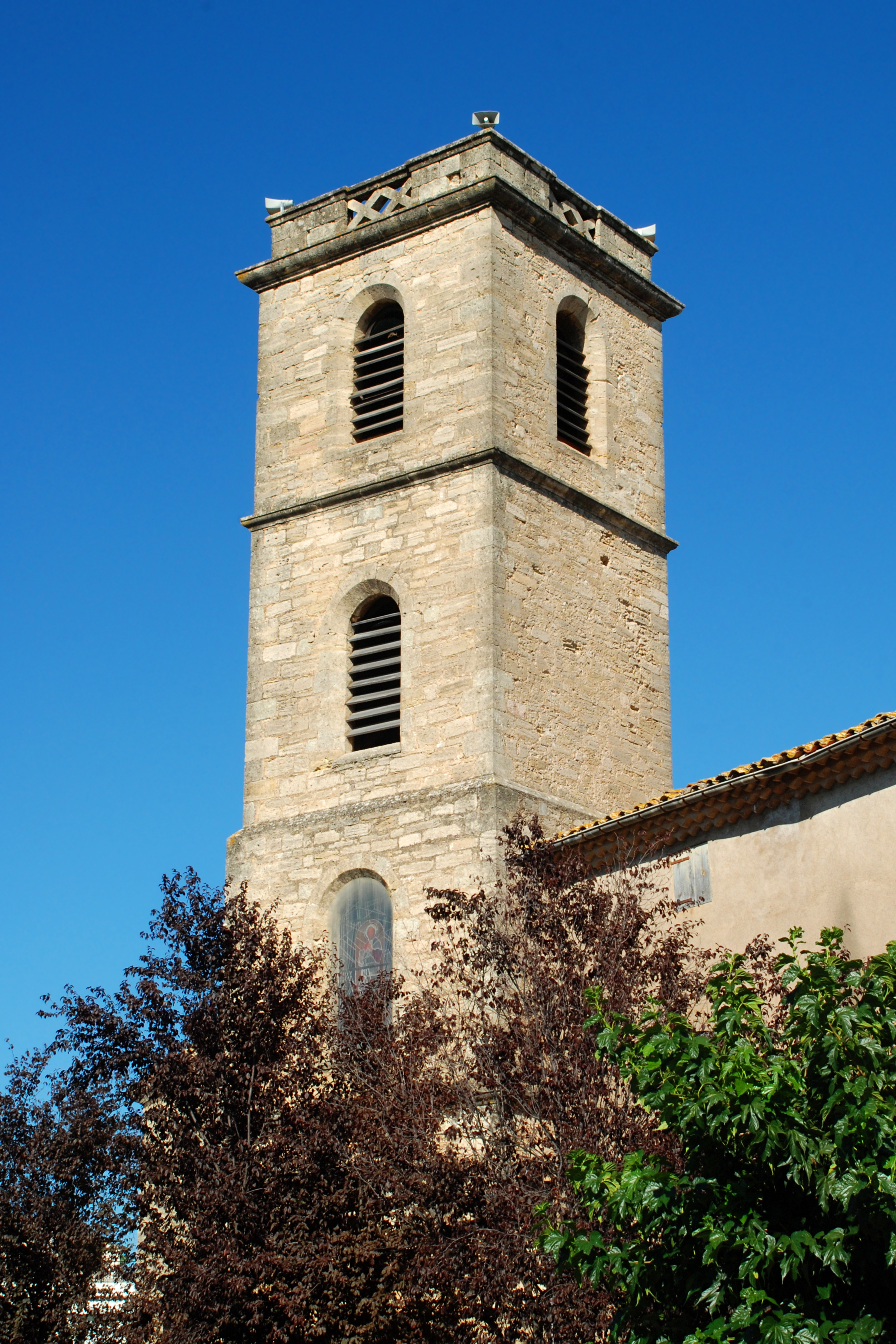
La tour vue du sud.

### Le portail
La base de la tour est percée d'une porte en bois ornée de grandes pentures en fer forgé, dont les piédroits aux imposte en forme de tablette portent un grand arc en plein cintre à clé passante.
La porte est protégée par un porche formant avant-corps, comportant de part et d'autre deux courtes colonnes portées par un contrefort et ornées à leur base d'un double anneau torique et à leur sommet d'un chapiteau sculpté de motifs végétaux stylisés. Ces colonnes supportent une archivolte à double voussure qui encadrent un tympan orné d'un cartouche portant la mention « Deo Optimo Maximo - Anno 1689 ».

Le portail
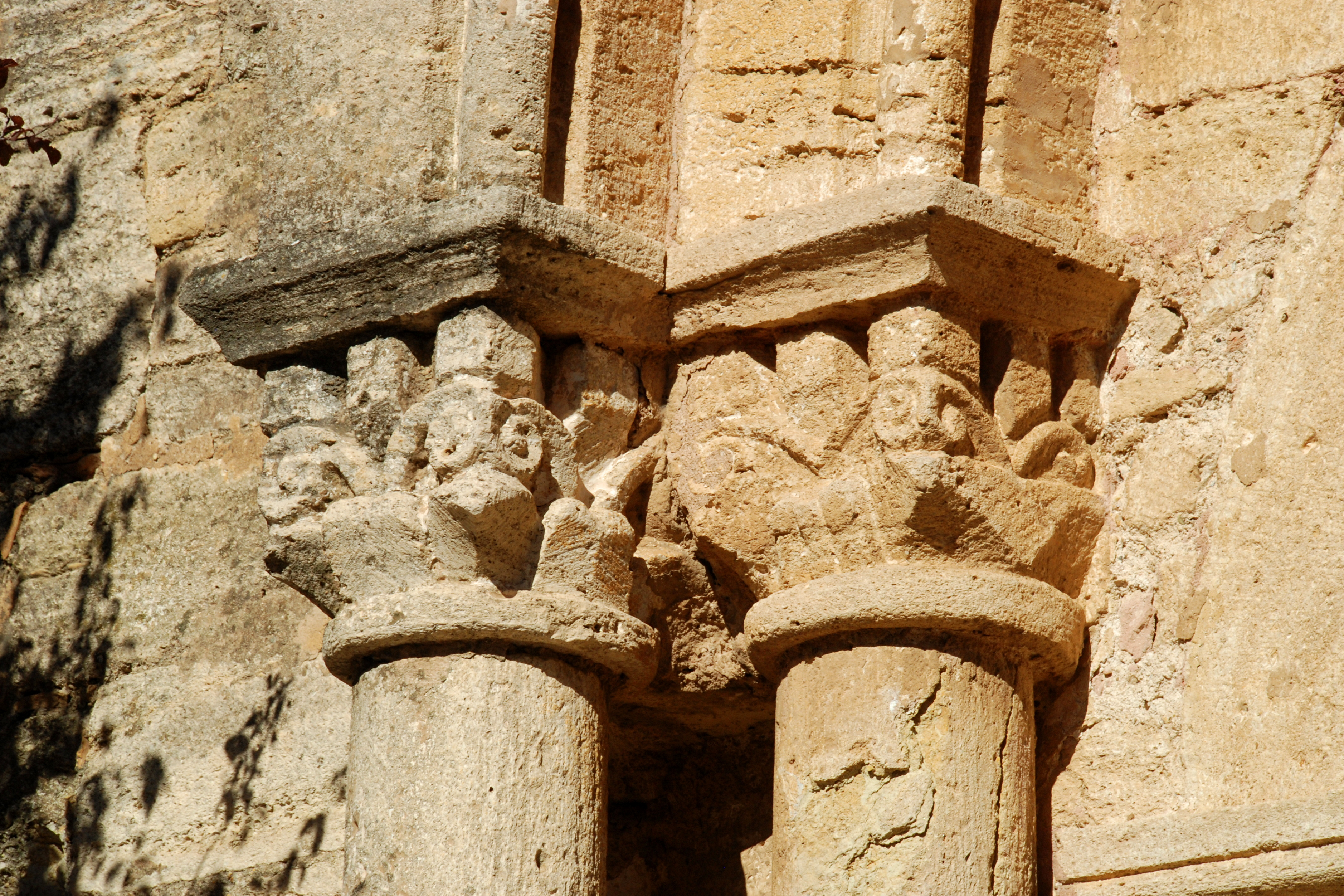
Chapiteaux du portail.
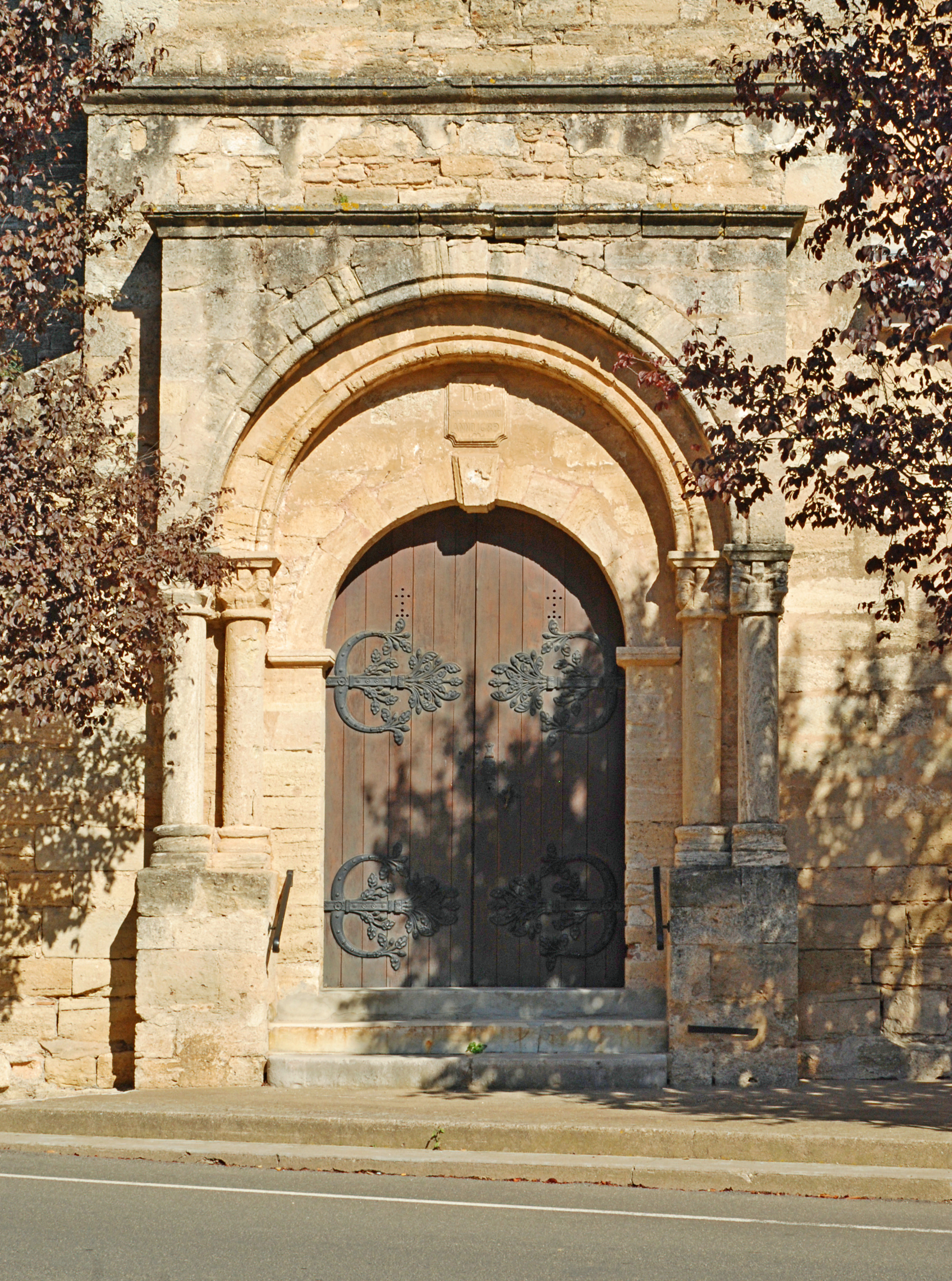
Le portail.
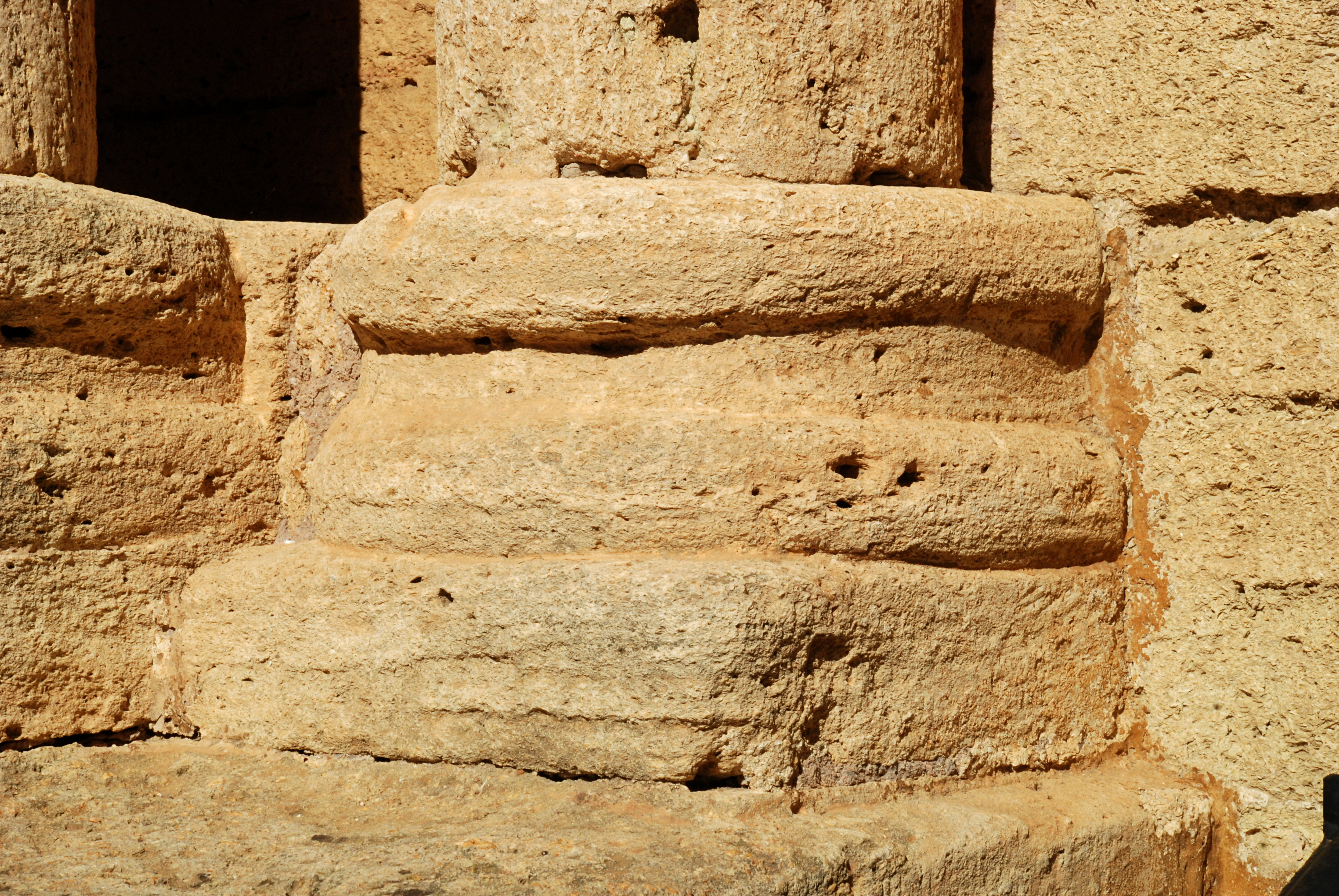
Base de colonne.